# Thrixopelma peruvianum
Thrixopelma peruvianum is een spinnensoort uit de familie van de vogelspinnen (Theraphosidae).
De wetenschappelijke naam van de soort werd in 2007 als Paraphysa peruviana gepubliceerd door Joachim Schmidt.